# Fidélisation
 (octobre 2018).
La fidélisation est une stratégie déployée par un acteur (marque, entreprise ou organisation) servant à augmenter la fréquence et les montants des revenus générés par sa clientèle.
La fidélisation de la clientèle est également un moyen de préserver, voire gagner des parts de marché car l'effort (capital, temps, ressources humaines) est minimal par rapport au coût de conquête (rapport de 1:7).

En anglais, le terme est traduit par loyalty program.

En fonction de la nature des acteurs présents (B2C, B2B, B2G, ONG2People[Quoi ?]) la fidélisation des cibles s'adaptera aux attentes de ces dernières. 

Exemples :
- Enquêtes de satisfaction afin d'améliorer les produits.
- Organisation - Employé : une organisation qui préfère développer les compétences de ses employés plutôt que de recruter en externe (temps et coût lié au entretiens de recrutement).
- B2C : un supermarché renouvellera régulièrement ses promotions pour toucher le plus de clients de sa zone de chalandise.
- B2B : Les ristournes de fin d'année entre un fournisseur et son client. Généralement, en fonction de paliers de volume d'affaires, un fournisseur rétrocède à son client un pourcentage du chiffre d'affaires réalisé dans l'optique de poursuivre une relation commerciale. Ceci peut également prendre la forme de "cadeaux fournisseurs".

Selon Olivier Bender 
dans son ouvrage sur la fidélisation en entreprise, « La fidélisation de la clientèle n'est donc pas une affaire de hasard mais la vraie résultante d'une stratégie globale de la direction de l'entreprise visant à mettre en commun les forces vives à disposition pour plus de loyauté, plus de satisfaction, plus de facilité dans le travail, plus de profit et finalement, la création de plus de valeur pour le client et l'entreprise ».
Les programmes de fidélité associés à des cartes de crédit sont souvent sujets de nombreuses critiques de la part des associations de consommateurs. Ces programmes auraient tendance, en favorisant le paiement par une carte de crédit revolving, à développer le surendettement.